# Say It Right
Say It Right – piosenka pop/R&B stworzona przez Nelly Furtado, Timbalanda i Danja na trzeci studyjny album Nelly Furtado, Loose (2006). Utwór został wydany jako trzeci singel w Ameryce Północnej i Australii; 31 października 2006 piosenkę można było słuchać w amerykańskich rozgłośniach radiowych. W Europie i Azji "Say It Right" wydano jako czwarty singel z albumu Loose (2006). Od marca 2007 utwór można było ściągnąć z brytyjskich witryn internetowych. Piosenka została również wydana w Ameryce Łacińskiej. "Say It Right" odniósł ogromny sukces na całym świecie, zajmując miejsca w pierwszej dziesiątce list przebojów w wielu krajach.

## Wideoklip
Teledysk do "Say It Right" reżyserowany był przez brytyjski duet Rankin & Chris oraz filmowany w różnych miejscach, w Los Angeles w Kalifornii późnego października 2006, na przemian z wideoklipem do utworu All Good Things (trzecim, europejskim singlem z albumu). Klip miał premierę w Stanach Zjednoczonych na kanale MTV, w programie TRL a w Kanadzie pod koniec tego tygodnia, 16 listopada, na kanale MuchMusic. Teledysk kilka razy zajmował miejsce #1 na liście przebojów programu TRL.
Wideoklip zaczyna się lądowaniem helikoptera z wypisanymi na drzwiach słowami "Nelly Furtado"; kiedy helikopter zatrzymuje się na dachu wieżowca w centrum Los Angeles, gwiazda z niego wysiada w specyficznej, czarnej sukience zaprojektowaną specjalnie na tę okazję przez kanadyjskiego projektanta mody Alexa Perry'ego. Nelly tańczy na dachu, za nią rozciąga się linia widnokręgu. Klip przedstawia również na przemian twarze: wokalistki, producenta i piosenkarza Timbalanda oraz tancerzy. Kolejne ujęcie wideoklipu to tańcząca artystka pośród deszczu. Teledysk kończy się powrotem Furtado do wcześniej wspomnianego helikoptera i odlotem gwiazdy.

## Formaty i listy utworów singla
Australijski/UK CD singel
1. "Say It Right" (radio edit)
2. "Maneater" (Na żywo dla Radio 1)

USA promocyjny CD
1. "Say It Right" (radio edit)
2. "Say It Right" (album version)
3. "Say It Right" (videoclip)

USA promocyjny 12"
1. "Say It Right" (main version)
2. "Say It Right" (instrumental)

Europejski CD
1. "Say It Right" (radio edit)
2. "What I Wanted"

Niemiecki maxi CD
1. "Say It Right" (radio edit)
2. "What I Wanted"
3. "Say It Right" (Rekonstrukcja Petera Rauhofera Part 1)
4. "Say It Right" (videoclip)

Brytyjski download
1. "Say It Right" (radio edit)
2. "What I Wanted"
3. "Say It Right" (iTunes Live Session)

Say It Right (E-Remix E.P.)
1. "Say It Right (Peter Rauhofer Club Mix Part 1)
2. "Say It Right (Dave Aude Dummies Club mix)
3. "Say It Right (Friscia & Lamboy Electrotribe MixShow mix)
4. "Say It Right (Menage Music remix)

## Remiksy utworu
- Say It Right (Friscia & Lamboy Electrotribe Club Mix) (9:50)
- Say It Right (Friscia & Lamboy Electrotribe Radio Mix) (3:59)
- Say It Right (Friscia & Lamboy Electrotribe Extended Mix) (9:50)
- Say It Right (Friscia & Lamboy Electrotribe Mixshow) (5:14)
- Say It Right (Peter Rauhofer Club Mix Part 1) (8:34)
- Say It Right (Peter Rauhofer Club Mix Part 2) (8:18)
- Say It Right (Peter Rauhofer Club Mix Part 3) (7:30)
- Say It Right (Peter Rauhofer Radio Mix Part 1) (4:52)
- Say It Right (Peter Rauhofer Radio Mix Part 2)
- Say It Right (Peter Rauhofer Radio Mix Part 3)
- Say It Right (Peter Rauhofer Trance Anthem Mix) (9:26)
- Say It Right (Peter Rauhofer Trance Radio Mix) (2:54)
- Say It Right (Peter Rauhofer Trance Aka Club Mix Part 2)
- Say It Right (Peter Rauhofer Mixshow) (6:20)
- Say It Right (Peter Rauhofer vs. Menage Music Radio Mix) (4:32)
- Say It Right (Dave Aude Dummies Club Mix) (7:21)
- Say It Right (Dave Aude Dummies House Dub)
- Say It Right (Menage Music Remix) (6:25)
- Say It Right (Menage Music Radio Mix) (3:08)
- Say It Right (Menage Acid Mix) (6:25)
- Say It Right (Roberto Bedross Remix) (7:50)
- Say It Right (Bad Boy Bill Bass Mix) (6:09)
- Say It Right (Paul Miller Trance Mix) (7:27)
- Say It Right (Rafael Lelis Special Fans Edition) (8:30)
- Say It Right (Bryan Reyes Massive-Boxx Mix) (8:22)
- Say It Right (DJ Paulo's Private Mix) (9:18)
- Say It Right (Elkana pAz 2007 Remix) (7:45)
- Say It Right (Elucidate Mix) (8:21)
- Say It Right (Enrry Club Mix) (8:44)
- Say It Right (Gdeson Rios vs. Arenna Private Club Mix) (9:32)
- Say It Right (Goove & Groove Remix) (5:19)
- Say It Right (Guena LG Club Mix) (8:26)
- Say It Right (Guena LG Radio Edit)
- Say It Right (Kelly Houston Tribal Mix) (8:54)
- Say It Right (LAC & Marcella Holloway Brazilian Says Mix) (8:00)
- Say It Right (Love-B-Luv Mix)
- Say It Right (Quentin Harris Vocal Mix) (7:29)
- Say It Right (Revive Club Mix) (7:56)
- Say It Right (Scotty K. Club Mix) (8:51)
- Say It Right (Sean Summers Sunset Mix) (9:30)
- Say It Right (Sector 85 Mix)
- Say It Right (The Perez Brothers Remix) (4:33)
- Say It Right (Twisted Dee Club Mix) (9:24)
- Say It Right (DJ Lako Electro Rockers Mix) (2:37)
- Say It Right (Mark Roberts Remix) (5:31)
- Say It Right (Alkay Pride Club Mix) (5:35)
- Say It Right (Daniel Veza Mix) (3:38)
- Say It Right (Diego Alejandro Private Mix) (7:30)
- Say It Right (DJ Marvel Private Mix) (8:25)
- Say It Right (Chris P Bootleg Mix) (5:14)
- Say It Right (Christopher P. Full Experience Mix) (9:38)
- Say It Right (Cuti Mix) (6:19)
- Say It Right (DJ Nicekoldeon's The Last Private House Version) (8:31)
- Say It Right (DJ R0M's Rock Your Body Mix) (3:52)
- Say It Right (DJ Ray's 24/7 Bootleg Mix) (6:44)
- Say It Right (DJ Ray's 24/7 Final Mix) (6:44)
- Say It Right (DJ Rufato's Remix) (7:28)
- Say It Right (DJ SaaR & Gadi Club Mix) (4:52)
- Say It Right (DJ Skin 69 Did It Wrong Dub) (6:26)
- Say It Right (DJ Ander Standing Private Mix)
- Say It Right (Drexx Remix) (6:15)
- Say It Right (Vicio Aka JayDeejay Elettronik Remix) (4:24)
- Say It Right (Scott Feguson & Michael Tank Remix) (10:07)
- Say It Right (Alexander & Mark VDH 'Atlanta' Mix) (8:22)
- Say It Right (Wayne G. & Andy Allder 'Miami' Mix) (10:22)
- Say It Right (Pander's Lying In The Dark Club Anthem Mix) (9:25)
- Say It Right (Pander's Lying In The Dark Radio Mix) (4:03)
- Say It Right (OrangeFuzzz Pronounced Club Mix) (8:27)
- Say It Right (OrangeFuzzz Articulate Radio Mix) (3:35)
- Say It Right (Brentz In 7th Heaven Club Mix) (7:29)
- Say It Right (Brentz In 7th Heaven Radio Mix) (4:20)
- Say It Right (Offer Nissim Got Club Mix) (6:52)
- Say It Right (Offer Nissim Got Radio Mix) (3:02)
- Say It Right (Peter Bailey Dirty Bootleg Mix) (8:34)
- Say It Right (Peter Bailey Dirty Club Mix With Chorus) (9:17)
- Say It Right (Perdix Extended Mix) (10:24)
- Say It Right (Perdix Edit) (3:32)
- Say It Right (Junior Vasquez Club Mix) (10:44)
- Say It Right (Junior Vasquez Radio Mix) (3:42)
- Say It Right (DJ Anthony Lago's Got Club Mix) (6:53)
- Say It Right (DJ Anthony Lago's Got Radio Mix) (3:37)
- Say It Right (Cajjmere Wray's Kissed Airplay Club Mix) (7:39)
- Say It Right (Cajjmere Wray's Kissed Airplay Radio Mix) (4:06)
- Say It Right (HitMixers Vocal Mix) (7:22)
- Say It Right (HitMixers Vocal Dub) (6:00)
- Say It Right (HitMixers Club Dub) (7:44)
- Say It Right (Sam998899's Hard Disc Club Mix) (8:27)
- Say It Right (Sam998899's Hard Disc Mixshow) (5:23)
- Say It Right (Sam998899's Hard Disc Radio Mix) (3:32)
- Say It Right (Sam998899's Hard Disc Radio Instrimental Mix) (3:32)
- Say It Right (Sam998899's Sleep Tight Mix) (4:55)

## Pozycje na listach
Piosenka zadebiutowała na Billboard Hot 100 w listopadzie 2006 na miejscu #93, aby po czternastu tygodniach osiągnąć miejsce #1 czyniąc "Say It Right" drugim singlem Nelly Furtado na szczycie listy przebojów (po sukcesie utworu "Promiscuous" wykonanym w duecie z Timbalandem). Po czterech tygodniach od premiery utworu w Kanadzie, piosenka zajęła miejsce #1 na tamtejszej liście przebojów. 
"Say It Right" na australijskiej liście przebojów zajął miejsce #2, czyniąc w ten sposób utwór piątym singlem Nelly Furtado zajmującym miejsce w pierwszej dziesiątce i trzecim miejsce #2 tamtejszej listy przebojów. W Wielkiej Brytanii piosenka zajęła miejsce #10 i przez dwadzieścia tygodni przebywała w pierwszej czterdziestce brytyjskiej listy przebojów. 
"Say It Right" odniósł największy sukces z wszystkich singli, które wydała Nelly Furtado, przebijając takie hity jak "Maneater", czy "Promiscuous".

### Najwyższe pozycje
| Lista przebojów (2007)            | Najwyższa pozycja |
| --------------------------------- | ----------------- |
| Australia ARIA Singles Chart      | 2                 |
| Austria Singles Top 75            | 2                 |
| Belgia Ultratop 50 Singles Chart  | 5                 |
| Brazylia Hot 100                  | 3                 |
| Kanada Hot 100                    | 5                 |
| Chile Top 100                     | 67                |
| Chiny Airplay Chart               | 1                 |
| Kolumbia Airplay Chart            | 32                |
| Kostaryka Singles Chart           | 5                 |
| Czechy Airplay Chart              | 1                 |
| Dania Airplay Chart               | 4                 |
| Finlandia Singles Top 20          | 15                |
| Francja Singles Chart             | 1                 |
| Polinezja Francuska Singles Chart | 10                |
| Niemcy Singles Chart              | 2                 |
| Grecja Singles Chart              | 24                |
| Węgry Singles Chart               | 1                 |
| Ameryka Łacińska Top 100          | 8                 |
| Indonezja Airplay Chart           | 7                 |
| Irlandia Singles Chart            | 12                |
| Włochy FIMI Singles Chart         | 3                 |
| Łotwa Airplay Chart               | 1                 |

| Lista przebojów (2007)            | Najwyższa pozycja |
| --------------------------------- | ----------------- |
| Litwa Airplay Chart               | 1                 |
| Luksemburg Airplay Chart          | 1                 |
| Malta Airplay Chart               | 6                 |
| Meksyk Top 100                    | 43                |
| Holandia Top 40                   | 2                 |
| Nowa Zelandia RIANZ Singles Chart | 1                 |
| Norwegia Singles Chart            | 2                 |
| Panama Singles Chart              | 6                 |
| Polska Airplay Chart              | 1                 |
| Rumunia Airplay Chart             | 1                 |
| Rosja Airplay Chart               | 6                 |
| Singapur Airplay Chart            | 11                |
| Szwecja Singles Top 60            | 11                |
| Słowacja Airplay Chart            | 1                 |
| Szwajcaria Chart                  | 1                 |
| Ukraina Airplay Chart             | 1                 |
| Wielka Brytania Singles Chart     | 10                |
| USA Billboard Hot 100             | 1                 |
| USA Billboard Pop 100             | 1                 |
| USA Billboard Hot Dance Club Play | 1                 |
| United World Chart                | 2                 |